# Союз ТМ-3
Союз ТМ-3 — пилотируемый космический аппарат из серии «Союз ТМ»

## Экипаж
На взлёте:
- Александр Викторенко  (1-й полёт) — командир
- Александр Александров  (2-й полёт) — бортинженер
- Мухаммед Фарис  Сирия (1-й полёт) — космонавт-исследователь

При посадке:
- Юрий Романенко  (3-й полёт) — командир
- Александр Александров  (2-й полёт) — бортинженер
- Анатолий Левченко  (1-й полёт) — космонавт-исследователь

## Параметры полёта
- Масса аппарата: 7100 кг
- Перигей: 297 км
- Апогей: 353 км
- Наклонение: 51,6°
- Период обращения: 91,0 минуты

## Описание полёта
Это продолжение второй экспедиции на орбитальную станцию «Мир». Фарис был первым сирийским космонавтом. Фарис и Лавейкин вернулись на Землю в спускаемом аппарате корабля «Союз ТМ-2».
В ходе полёта выполнена программа научно-технических и медико-биологических исследований, в том числе с использованием научного оборудования астрофизического модуля «Квант-1». Осуществлено 2 выхода из станции «Мир» для установки и развёртывания двух ярусов дополнительных солнечных батарей.

## Изображения

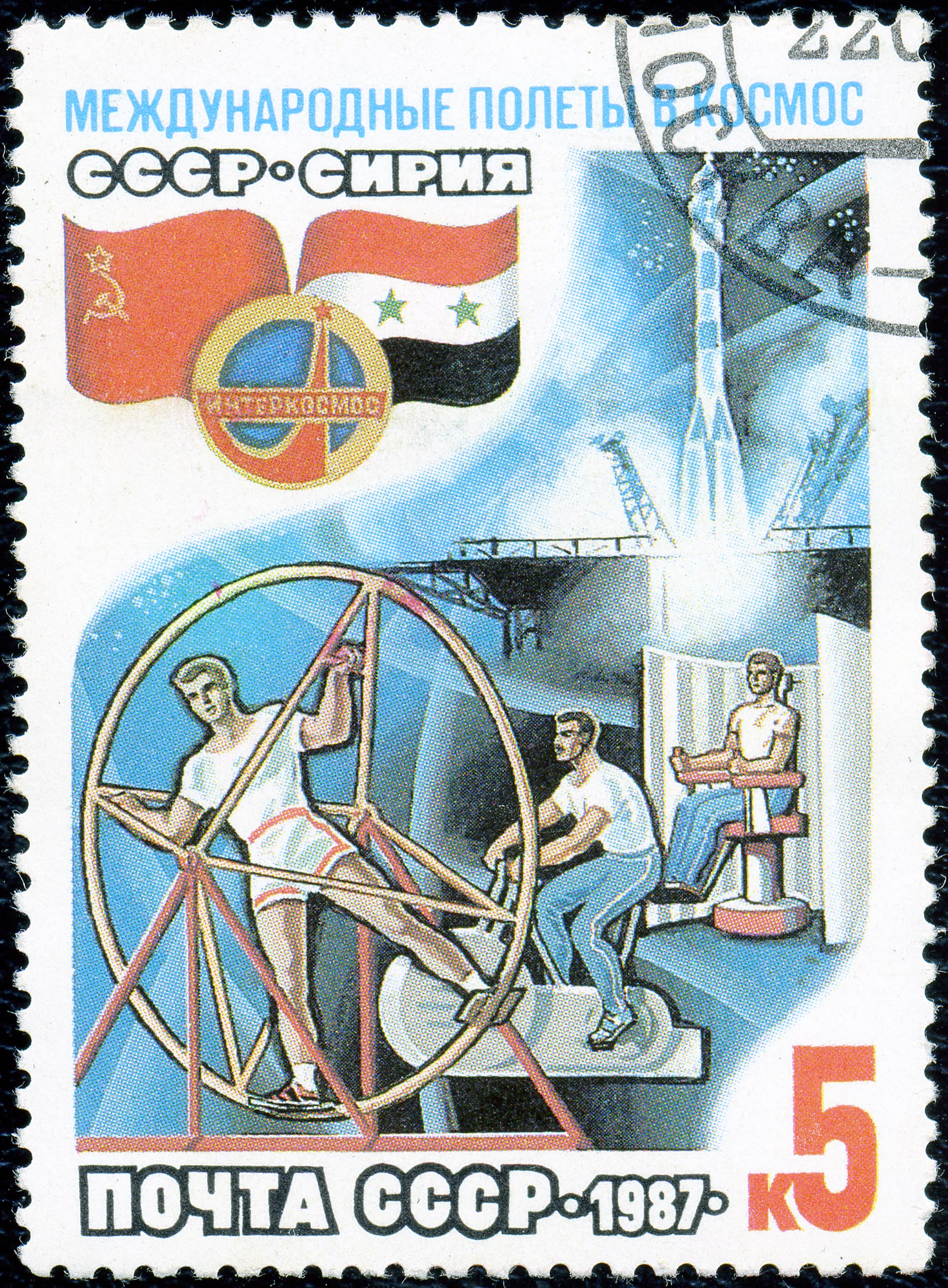
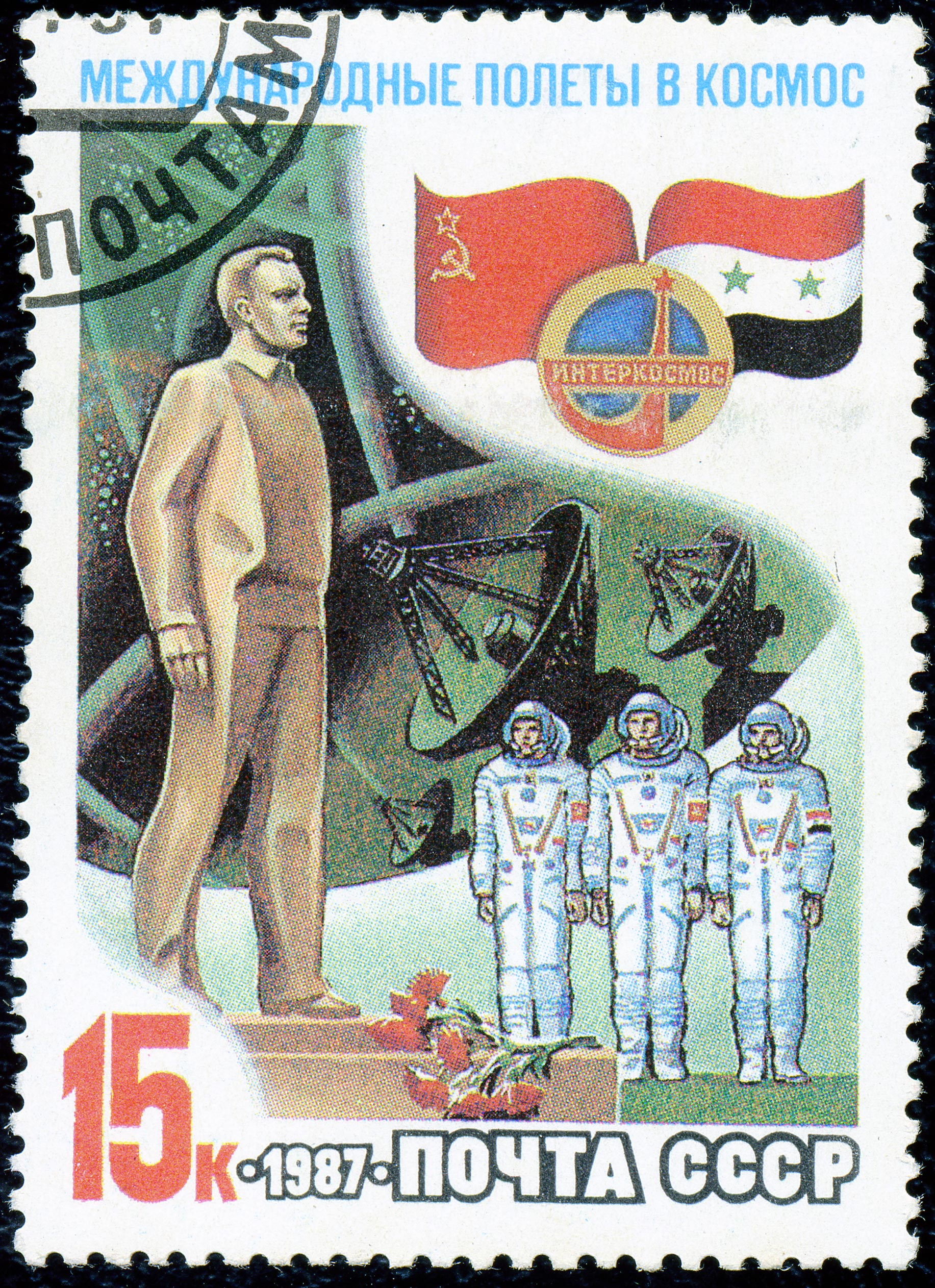
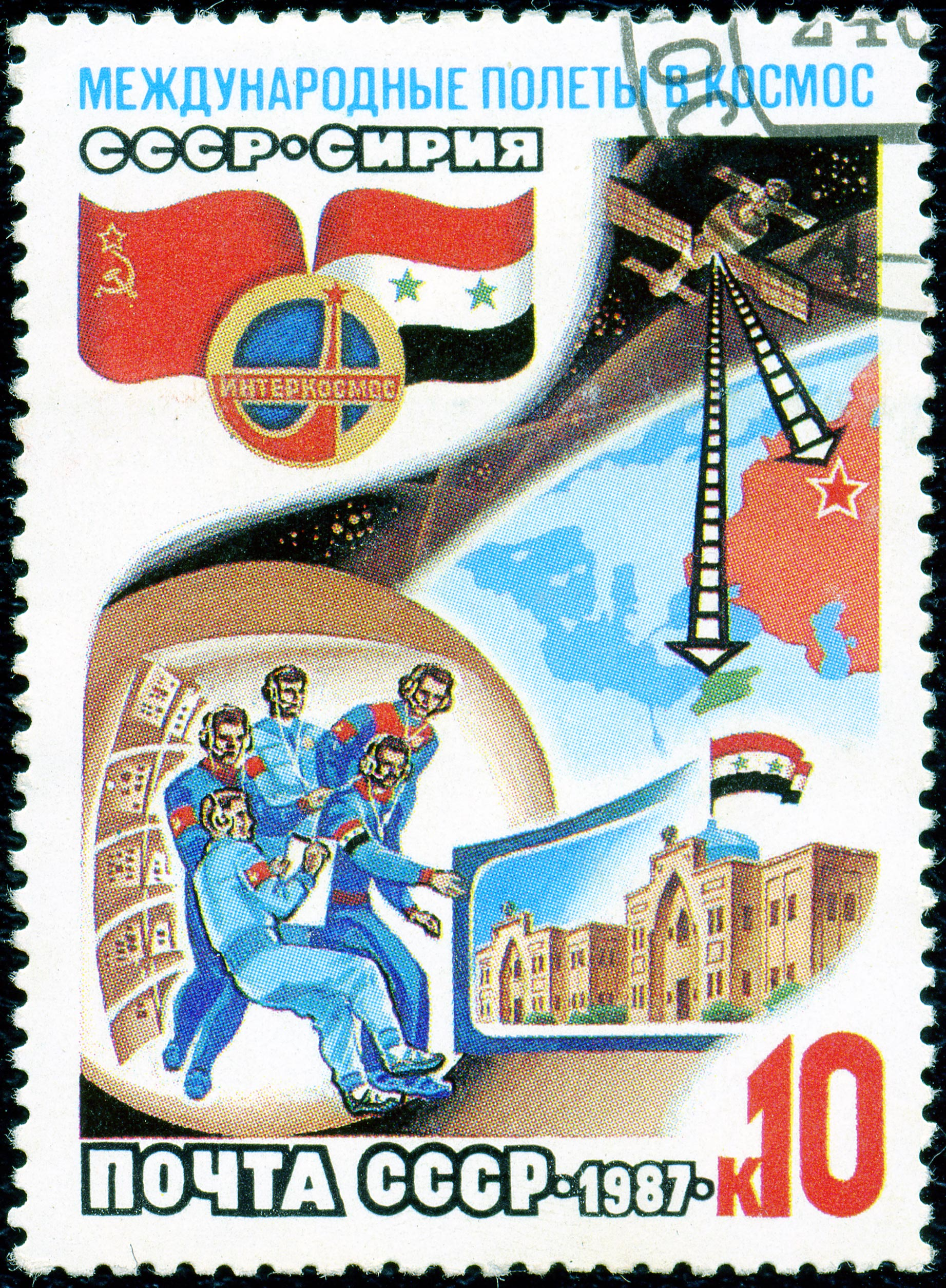
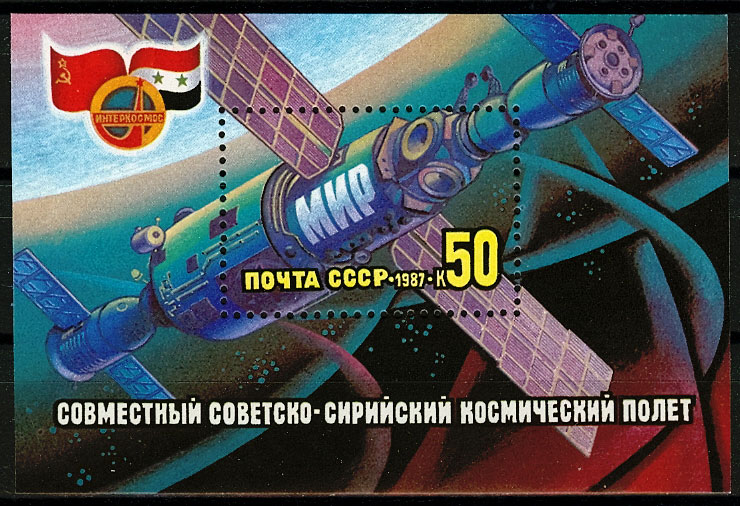